# Тромсьо ИЛ
Тромсьо Идретслаг (на норвежки: Tromsø Idrettslag) е норвежки футболен клуб, базиран в едноименния град Тромсьо. Играе мачовете си на стадион Алфхайм.

## Успехи
- Типелиген:
  -  Второ място (2): 1990, 2011
  -  Трето място (4): 1989, 2008, 2010, 2023
- Купа на Норвегия:
  -  Носител (2): 1986, 1996
  -  Финалист (9):
- Купа на Северна Норвегия:
  -  Носител (3): 1931, 1949, 1956
  -  Финалист (2): 1937, 1952
- 1 дивизия: (2 ниво)
  -  Шампион (1): 2002

## Европейски турнири
Участвал е в турнирите за купата на УЕФА и Интертото.